# Optomopsylla formiciformis
Optomopsylla formiciformis är en insektsart som beskrevs av Caldwell 1944. Optomopsylla formiciformis ingår i släktet Optomopsylla och familjen spetsbladloppor. Inga underarter finns listade i Catalogue of Life.